# Villa Clara (Argentine)
Cet article concerne la commune argentine. Pour les autres significations, voir Villa Clara.
Villa Clara est une commune du département de Villaguay, dans la province d'Entre Ríos, en Argentine. La commune comprend la localité du même nom et une zone rurale. En 2010, elle comptait 2 790 habitants.
Le Musée municipal d'histoire de Villa Clara renferme des pièces d'exposition en rapport avec la colonisation juive de la "Colonia Clara" : immigration juive, chemin de fer, vie quotidienne, documents, etc.
L'école Nº 84 Río Negro est créée en 1911 sous le nom de Escuela Nacional Nº 37 "Río Negro". En 1978, elle devient la compétence de la province et revêt son nom actuel.
L'écrivain français Joseph Kessel est né à Villa Clara.